# Освајачи олимпијских медаља у атлетици — триатлон за мушкарце
Освајачи олимпијских медаља у атлетици у дисциплини триатлон за мушкарце, која је на програму игара била само 1904, приказани су у следећој табели. Атлетски триатлон се састојао од следећих дисциплина: бацање кугле, скок удаљ и трка на 100 јарди. Резултати су приказани у бодовима.
| Олимпијске игре        | Злато           | Злато | Сребро       | Сребро | Бронза           | Бронза |
| ---------------------- | --------------- | ----- | ------------ | ------ | ---------------- | ------ |
| Сент Луис 1904. детаљи | Макс Емерик САД | 35,7  | Џон Гриб САД | 34,0   | Вилијам Мерз САД | 33,90  |